# 沃爾珀河
53°8′4″N 8°53′51″E / 53.13444°N 8.89750°E

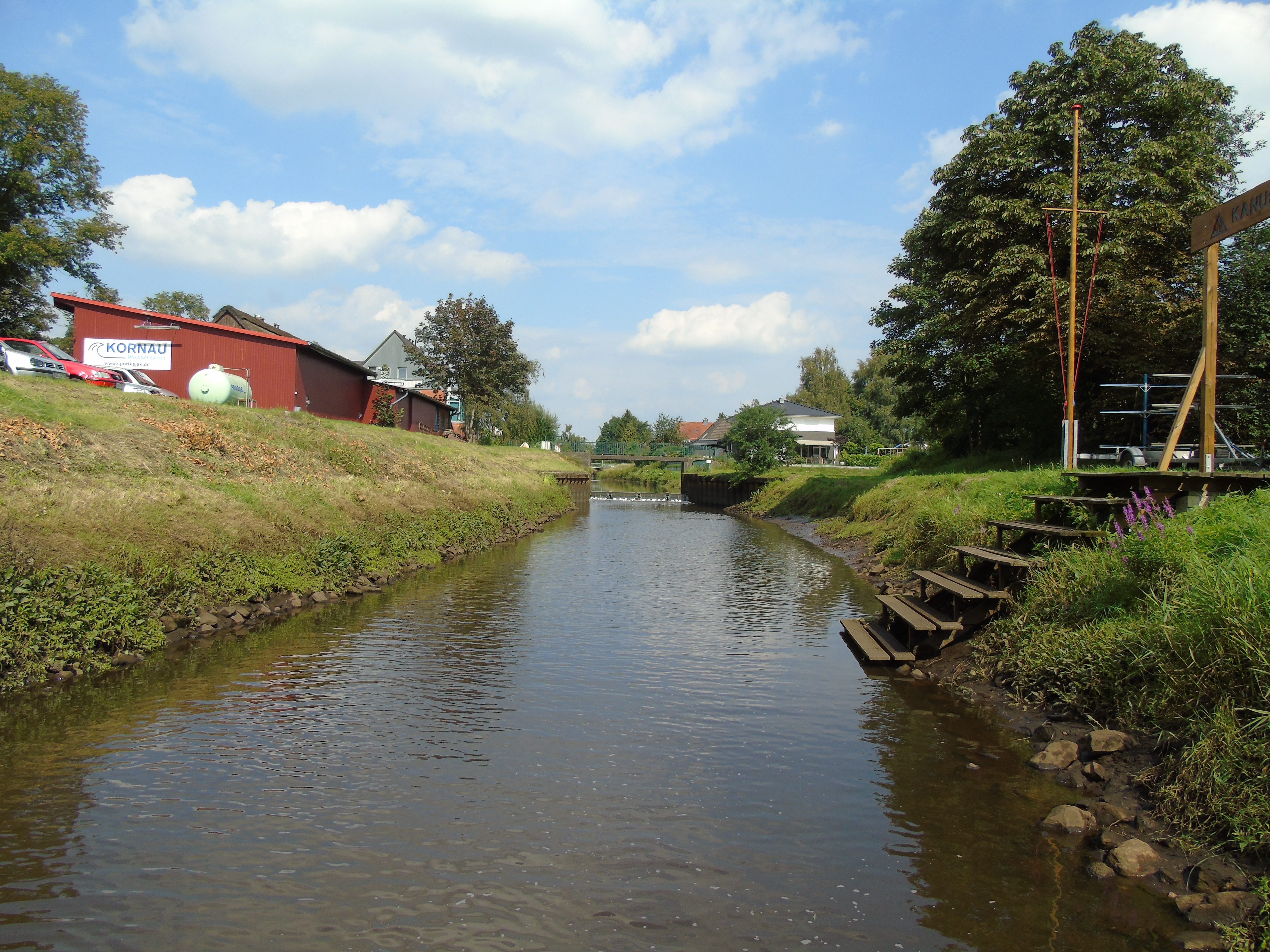
沃爾珀河

沃爾珀河（德語：Wörpe），是德國的河流，位於該國西北部，由下薩克森州負責管轄，屬於哈默河的支流，河道全長29.3公里，流域面積136平方公里，發源自比爾施泰特。